# Helmut Jahn

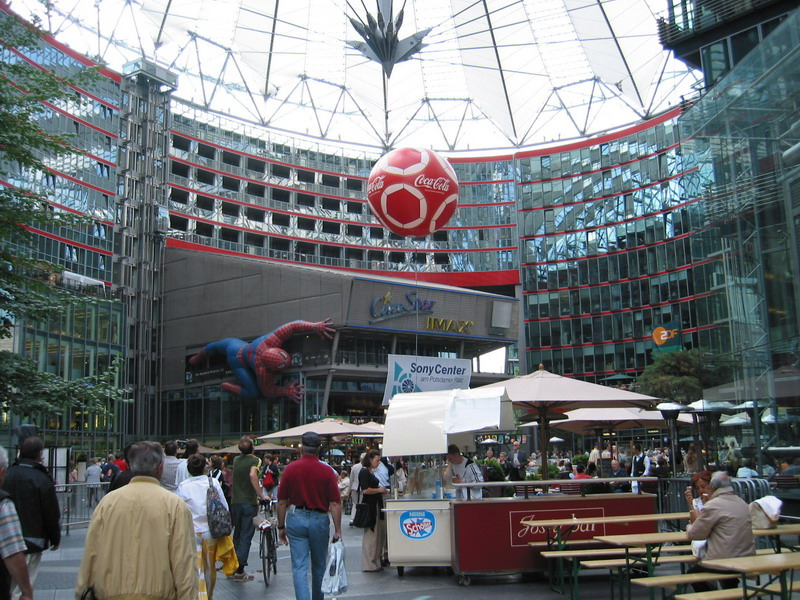
Sân trong của Trung tâm Sony, Berlin

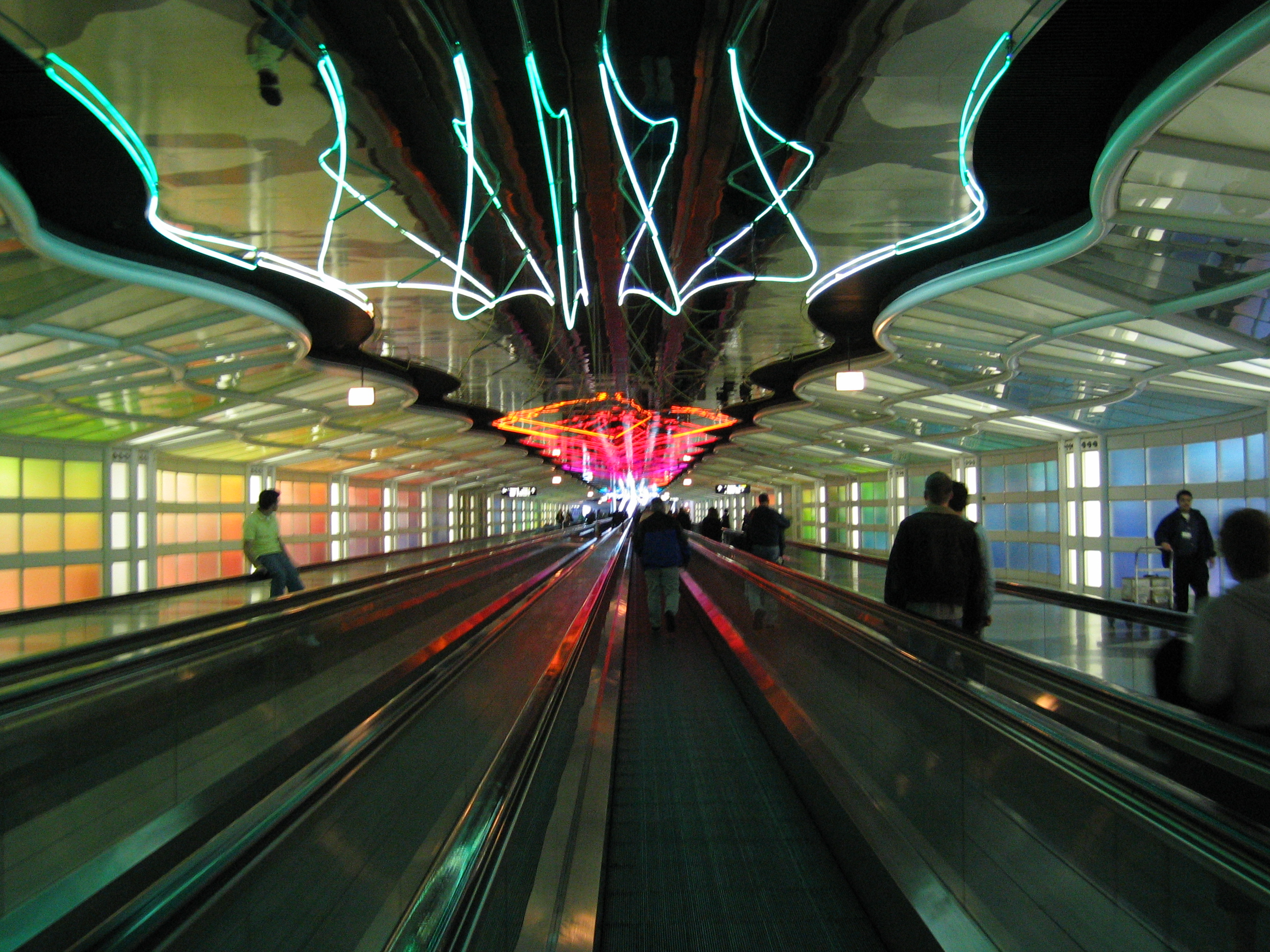
Sân bay O'Hare - Nội thất của đường ống chuyển tiếp giữa phòng chờ B và C của nhà ga số 1

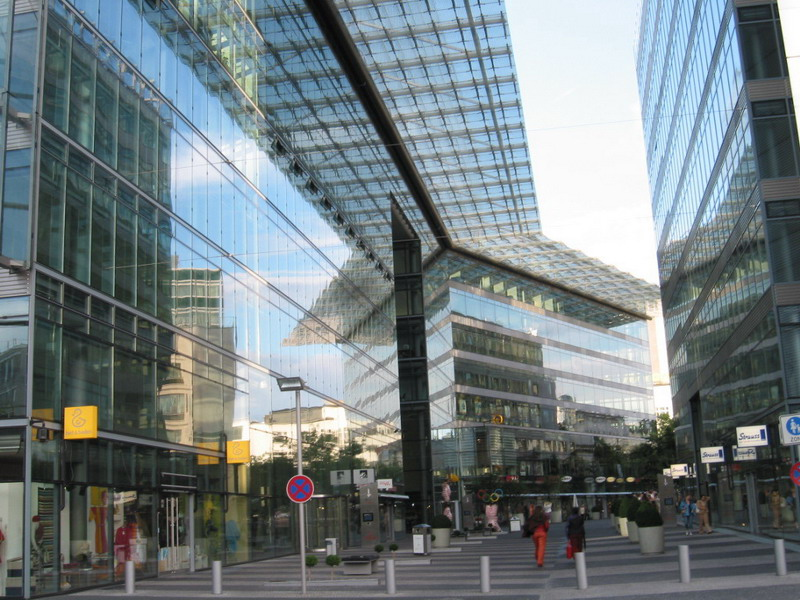
Tòa nhà Kranzler Eck, Kurfürstendamm, Berlin

Helmut Jahn (sinh 4 tháng 1 năm 1940, tại Nürnberg, Đức) là một kiến trúc sư theo trường phái Kiến trúc-Công nghệ (Archi-neering). Ông tác giả của hàng chục công trình lớn trên thế giới. Trong số các tác phẩm nổi tiếng của ông có thể kể đến như Trung tâm Sony ở Berlin, Trung tâm James R. Thompson ở Chicago, Illinois.
Ông theo học kiến trúc tại Đại học Kỹ thuật München từ năm 1960 đến 1965, sau đó ông làm việc với Peter C. von Seidlein trong thời gian 1 năm. Năm 1966 ông di cư tới Chicago để tiếp tục theo học cao hơn tại Học viện Kỹ thuật Illinois. Tại đây, ông là học trò của Ludwig Mies van der Rohe qua đó ông đã học được ngôn ngữ và thủ pháp của Kiến trúc Hiện đại. Năm 1967, ông gia nhập hãng thiết kế Murphy và cộng sự. Năm 1973 ông trở thành Phó giám đốc và Kiến trúc sư trưởng phụ trách thiết kế và quy hoạch của hãng. Năm 1981, hãng được đổi tên thành Murphy/Jahn mặc dù Charles Murphy mất năm 1985.
Hiện nay Jahn điều hành hãng thiết kế Murphy/Jahn và cộng sự.

## Các công trình
- Đấu trường Kemper - 1974
- Khu điền kinh trường trung học Saint Mary - 1977 (hình ảnh)
- State of Illinois Center - Xây dựng từ 1979 đến 1985; tổng trị giá 173 triệu đô la, (hình ảnh Lưu trữ ngày 9 tháng 2 năm 2006 tại Wayback Machine)
- Trung tâm First Source (hình ảnh)
- Sân ga số 1, phòng chờ B và C tại Sân bay quốc tê O'Hare - xây dựng từ năm 1985 đến 1988 (có nguồn tin nói rằng công trình được hoàn thành năm 1992), tổng trị giá 200 đô la Mỹ
- Trung tâm Sony, Berlin - 2000. Gồm 7 tòa nhà, sử dụng phức hợp, trị giá 800 triệu đô la Mỹ
- Làng State Street tại Học viện Kỹ thuật Illinois (IIT), Chicago - 2003. Ký túc xá cho sinh viên tại Học viện Kỹ thuật Illinois, dựa trên bản quy hoạch tổng thể nổi tiếng của Ludwig Mies van der Rohe
- Bayer-Headquarters Leverkusen, Germany 2000 - 2002

## Giải thưởng
- 1991 - "Một trong mười kiến trúc sư còn sống ảnh hưởng nhất của nước Mỹ" của Hiệp hội kiến trúc sư Mỹ
- 1993 - "Thành tựu nổi bật" giải thưởng cho kiến trúc của Học viện Nghệ thuật Illinois
- 1994 - "Bundesverdienstkreuz Erster Klasse" của chính phủ Đức
- 2002 - Giải thưởng danh dự của Hiệp hội kiến trúc sư Mỹ cho Trung tâm Sony ở thủ đô Berlin

## Liên kết ngoài

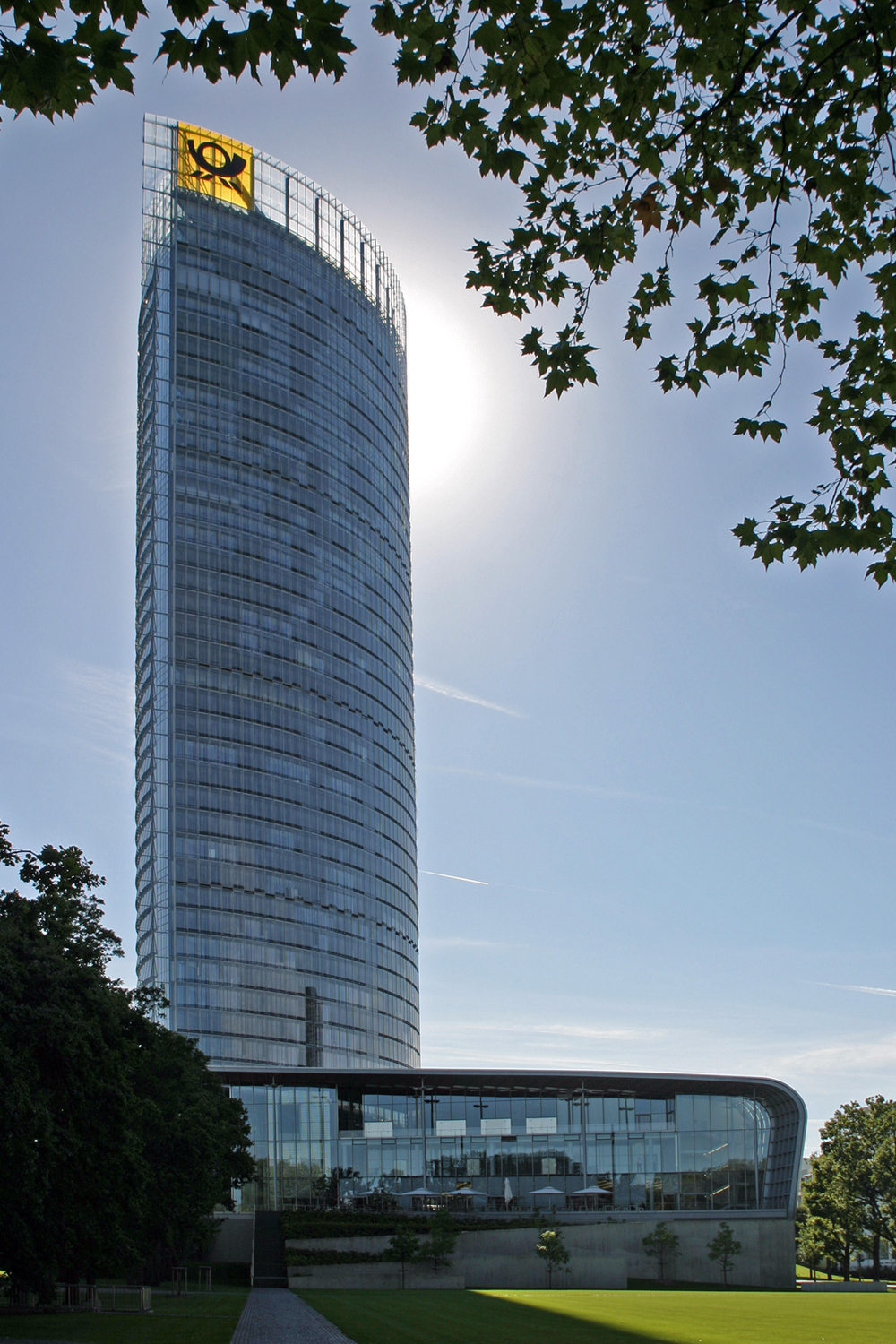
Tháp Bưu điện, Bonn
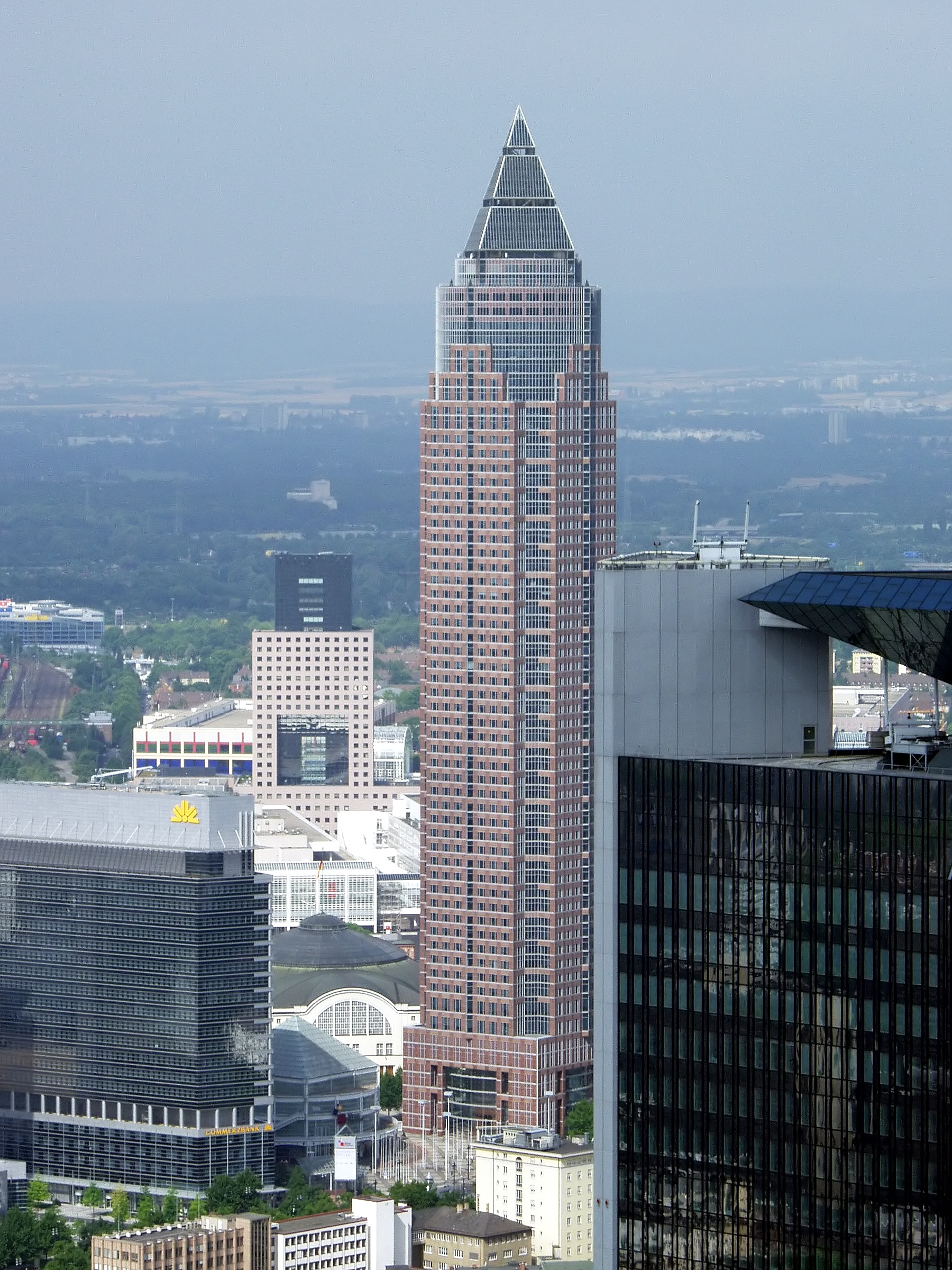
Tháp Thương mại, Frankfurt am Main
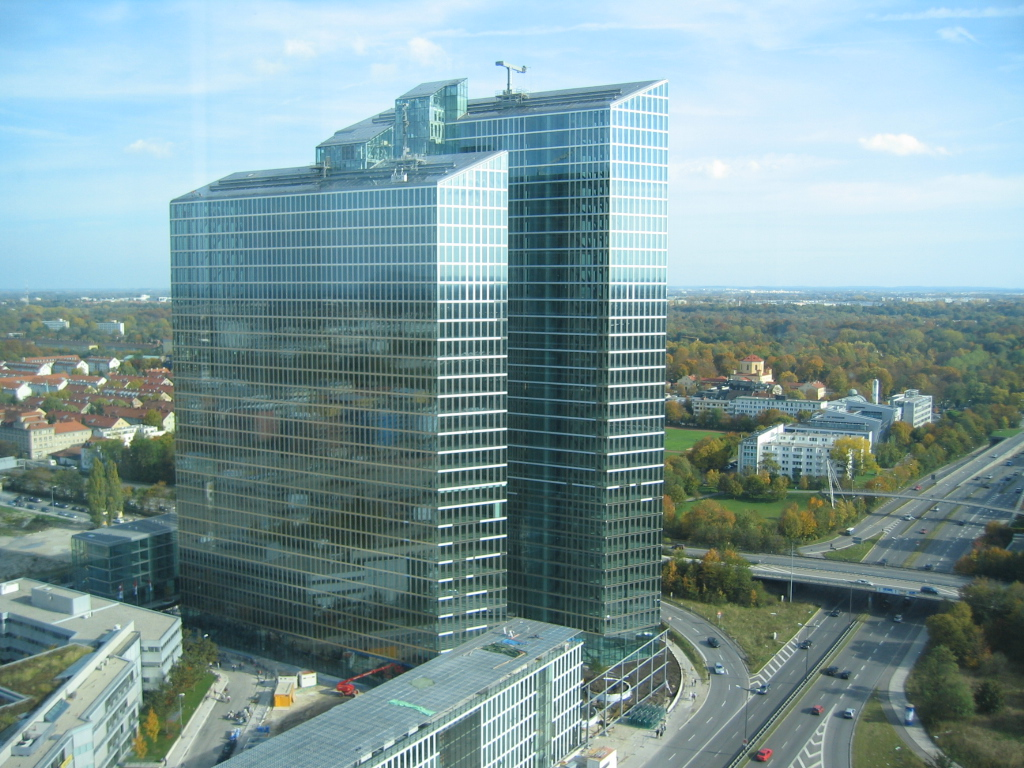
Tháp Highlight
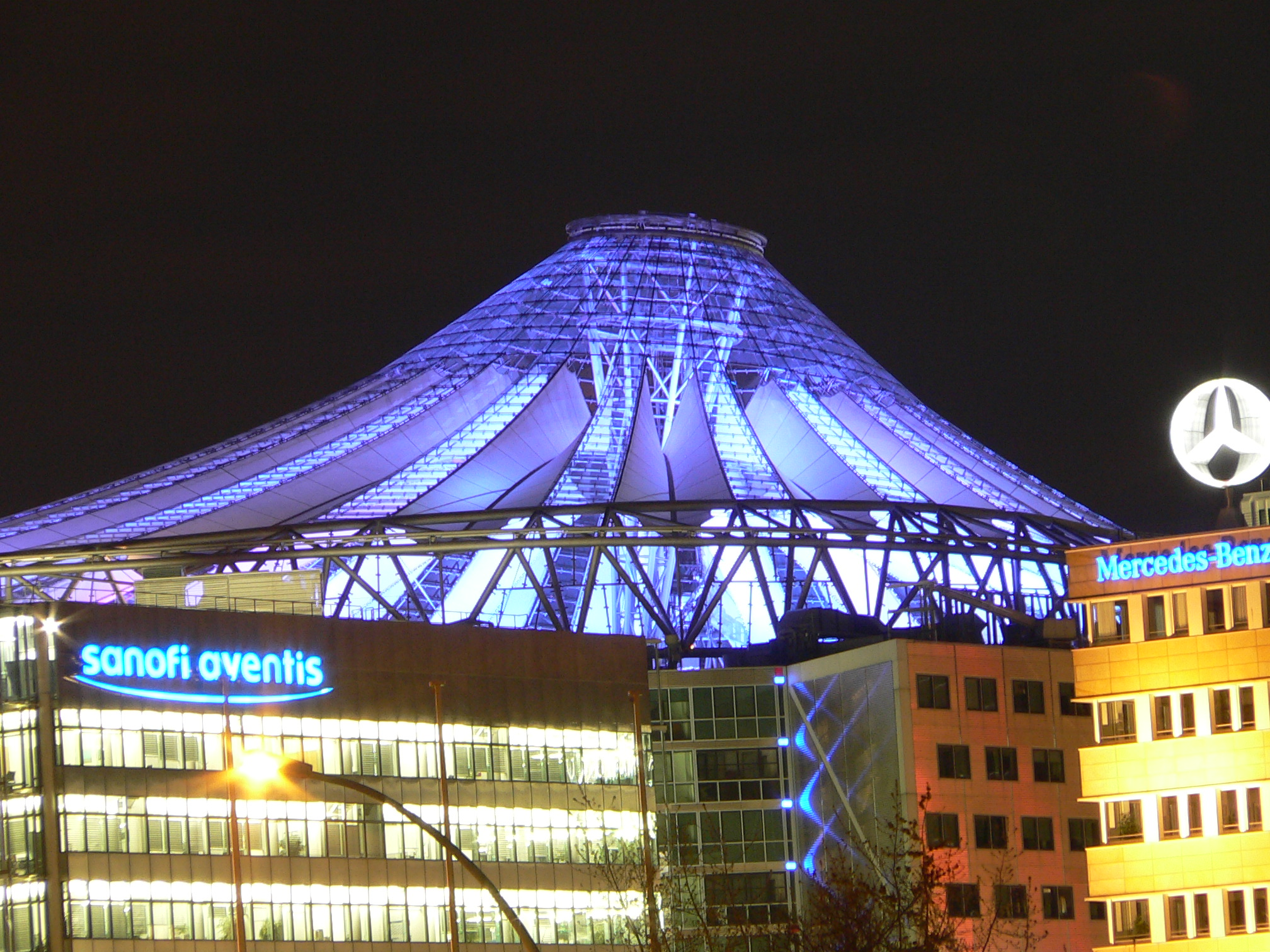
Mái sân trong của Trung tâm Sony
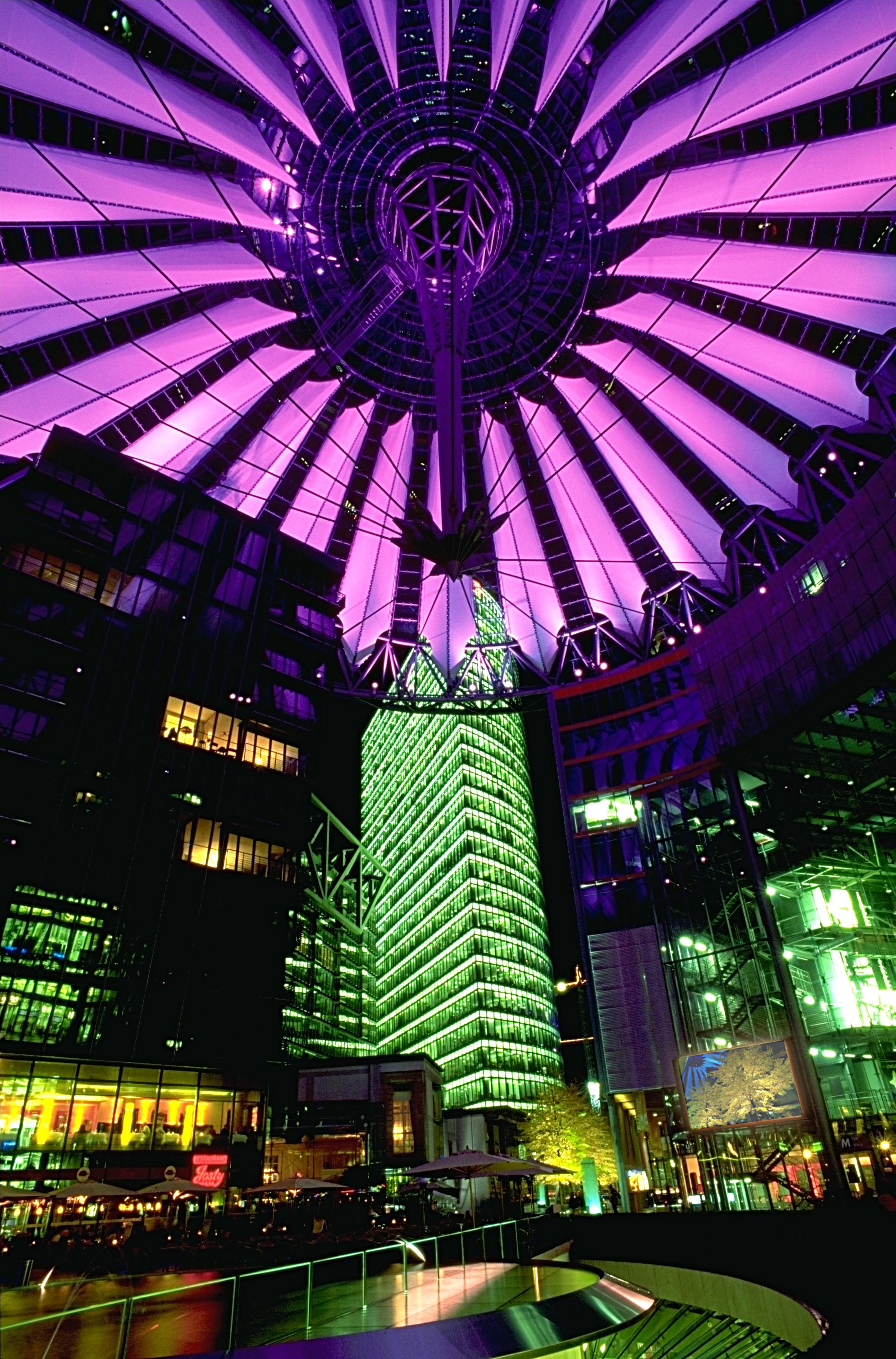
Cấu trúc mái hình bầu dục có độ vươn 120 m che phủ sân trong của Trung tâm Sony, Berlin